# Cnemoplites intermedia
Cnemoplites intermedia är en skalbaggsart som beskrevs av Wilson 1923. Cnemoplites intermedia ingår i släktet Cnemoplites och familjen långhorningar. Inga underarter finns listade i Catalogue of Life.